# سمك الحلزون
سمك الحلزون أو قواقع البحر (الاسم العلمي: Liparidae)، هي فصيلة من الأسماك البحرية تتبع رتبة عقربيات البحر.